# Atari 68000 Based
Atari 68000 Based es una Placa de arcade creada por Atari destinada a los salones arcade.

## Descripción
El Atari 68000 Based fue lanzada por Atari en 1982, y fue una de las placas de Atari con más años vigentes en el mercado junto a la Atari 6502 Color Raster.
El sistema tenía un procesador Motorola 68000 trabajando generalmente a una frecuencia de 7.159 MHz, y algunos juegos poseían un Motorola 68010. Con respecto al audio, algunos juegos estaban bajo un kit Stand-Alone Audio compuesto por un procesador 6502 a 1.790 MHz manejando un chip de sonido Yamaha YM2151, y en algunos casos sumándole un Pokey; otros estaban manejados por un Motorola 68000 y un chip OKI 6295 ADPCM, y en algunos casos incluyendo además un Yamaha YM2413. Adicionalmente, el juego Xybots tenía chip de protección, el Slapstic 137412-107.
En esta placa funcionaron 14 títulos.

## Especificaciones técnicas

### Procesador
- Motorola 68000 trabajando generalmente a 7.159 MHz

### Audio
Kit Stand-Alone Audio
- 6502 a 1.790 MHz

Chips de sonido:
- - Yamaha YM2151
  - Pokey (En algunos juegos)

Otra combinación
- Motorola 68000

Chips de sonido:
- - OKI 6295 ADPCM
  - Yamaha YM2413 (En algunos juegos)

### Protección
- Slapstic 137412-107 (solo disponible en el juego Xybots)

## Lista de videojuegos
- Badlands
- Batman
- Blasteroids
- Blasteroids (With Heads)
- Food Fight
- Klax
- Off The Wall
- Rampart
- Relief Pitcher
- Shuuz
- Skull And Crossbones
- Toobin'
- Vindicators
- Xybots